# 楔叶山杨
楔叶山杨（学名：Populus davidiana f. laticuneata）为杨柳科杨属山杨下的一个变型。

## 扩展阅读
- 維基物種上的相關：楔叶山杨